# John Pritchard
Sir John Michael Pritchard, CBE (5 de fevereiro de 1921 - 5 de dezembro de 1989) foi um maestro britânico. Ele foi mais conhecido por suas interpretações das óperas de Wolfgang Amadeus Mozart e seu suporte a música contemporânea.

## Vida e Carreira
Pritchard nasceu em Londres, Inglaterra, em uma família musical. Seu pai, Albert Edward Pritchard foi violinista da Orquestra Sinfônica de Londres. O jovem Pritchard estudou piano, violino e condução na Itália.
Pritchard, como um Objetor de consciência, recusou-se a servir na Segunda Guerra Mundial, mas em qualquer caso, foi registrado como doente. Em 1943 ele juntou-se a uma orquestra semi-profissional,. Orquestra de Cordas Derby e serviu como Maestro Residente até 1951. Ele trabalhou na Ópera do Festival de Glyndebourne em 1947 e foi apontado como chorus master em 1949. Ele continuou-se associado ao Glyndebourne por toda sua carreira, como maestro, conselheiro musical (a partir de 1963), Maestro Residente (1968) e Diretor Musical (1969 - 1978).
Pritchard apareceu com a Orquestra Filarmônica Real em Edimburgo em 1952 (substituíndo o maestro Ernest Ansermet, que estava doente). Ele fez sua estreia na Royal Opera House, Covent Garden em 1951 e na Ópera Estatal de Viena em 1952. Ele apareceu regularmente com a Orquestra Sinfônica de Viena entre 1953 e 1955.
Nesse período no Glyndebourne, ele conduziu a ópera Idomeneo de Wolfgang Amadeus Mozart e Ariadne auf Naxos de Richard Strauss em 1953 e em 1954 La Cenerentola de Gioachino Rossini no Festival de Berlim, uma performance descrita como um "triunfo".
Em 1957, Pritchard foi apontado como Maestro Residente da Orquestra Filarmônica de Liverpool, onde criou a Musica Viva, uma série de música contemporânea. Seu sucesso em Liverpool levou-o a ser apontado como Diretor Musical da Orquestra Filarmônica de Londres, entre 1962 e 1966. Trabalhando como freelancer depois da Filarmônica, ele conduziu concertos em Berlim, Leipzig, Dresden, Filadélfia e pelo Oriente Médio e óperas em Buenos Aires, Chicago, São Francisco, Nova Iorque, Salzburgo, Florença e Munique. Em 1973 ele conduziu a Filarmônica de Londres na China .
Seu último posto permanente em uma orquestra foram com a Orquestra Sinfônica da BBC, de 1982 a 1989, com a Ópera de Colônia em 1978, no Teatro de la Monnaie em 1981 e na Ópera de São Francisco em 1986. Na época de sua morte, ele estava ensaiando o Ciclo do Anel de Richard Wagner, em São Francisco.
Pritchard foi feito Comandante do Império Britânico em 1983, mas apontado a Ordem em 1962. E venceu o prestigiado Prêmio Shakespeare em 1975.
Morreu em 1989 em Daly City, Califórnia, Estados Unidos. Deixou grande parte de suas propriedades ao seu parceiro, Terry Maclnnes.

## Gravações
- Lucia di Lammermoor (Gaetano Donizetti) — Joan Sutherland (Lucia), André Turp (Edgardo), John Shaw (Enrico), Joseph Rouleau (Raimondo), Kenneth MacDonald (Arturo), Margreta Elkins (Alisa), Edgar Evans (Normanno), Coro e Orquestra do Royal Opera House, Covent Garden. Ano: 1961

- Idomeneo (Wolfgang Amadeus Mozart)— Richard Lewis (Idomeneo), Leopold Simoneau (Idamante), Gundula Janowitz (Ilia), Lucille Udovick (Elettra), Coro e Orquestra do Festival de Glybedourne. Ano: 1956.